# Broder Clausen
Broder Albert Clausen (* 7. September 1900 in Klanxbüll; † 6. November 1962 in Niebüll) war ein deutscher Volksschullehrer und Vorkämpfer der nordfriesischen Sprach- und Volkstumsbewegung.

## Leben
Broder Clausen war ein Sohn des Landwirts Peter Clausen und der Hebamme Andine, geborene Andresen. Beide Elternteile kamen aus nordfriesischen Kleinbauernfamilien und sprachen Friesisch als Muttersprache.
Clausen besuchte eine Volksschule in Horsbüll und anschließend die Präparandenanstalt in Tondern. Von 1914 bis 1923 durchlief er eine Ausbildung am Lehrerseminar in Niebüll. Anschließend erhielt er eine Lehrstelle in Neukirchen. Von 1935 bis 1947 unterrichtete er im Kaiser-Wilhelm-Koog. Danach wechselte er auf eigenen Wunsch an die Volksschule in Niebüll. 1956 ging er aus gesundheitlichen Gründen in Pension.
Clausen war verheiratet mit Bertha Mathilde Selmer aus Tondern. Das Ehepaar bekam zwei Töchter und einen Sohn.

## Wirken in der Sprach- und Volkstumsbewegung
Von 1947 bis 1955 übernahm Clausen den Vorsitz des Frasche Feriin for Naibel, Deesbüll en trinambai in Niebüll. Von 1952 bis 1962 gehörte er dem Vorstand des Nordfriesischen Vereins für Heimatkunde und Heimatliebe an. In Niebüll gründete er einen von ihm geleiteten Chor, der in friesischer Sprache Lieder sang, die Clausen mitunter selbst dichtete. Außerdem kümmerte er sich um eine friesische Theatergruppe, die in vielen nordfriesischen Dörfern Volksstücke in friesischer Sprache darbot.
Clausen sprach die Wiedlingharder und Mooringer Mundart und verfasste in diesen Dialekten Sagen, Gedichte und kleine Erzählungen. Er beabsichtigte, seine Werke in einem nordfriesischen Lesebuch für das Festland zusammenzuführen. In gedruckter Form gab es aber nur die Hefte We liire Frasch als Loseblattsammlung und zwei Ausgaben der Zeitschrift Klaar Kimming, die der Nordfriesische Verein herausgab. Für die Jahrgänge 1958, 1959 und 1961 verfasste er Beiträge. Außerdem schrieb er für die Husumer Nachrichten und das Südtonderner Tageblatt und war mit heimatkundlichen Beiträgen mehrfach in der Magazinsendung "Nordschau", dem damaligen Regionalprogramm des Norddeutschen Rundfunks (Fernsehen), zu sehen.
Aufgrund einer schweren Krankheit konnte Clausen sein Lesebuch während der letzten Lebensjahre nicht fertigstellen. Im Auftrag des Nordfriesischen Vereins verfasste er eine Denkschrift zur Erhaltung und Pflege der nordfriesischen Sprache, die an das schleswig-holsteinische Kultusministerium weitergeleitet wurde. Außerdem lehrte er die Sprache in Schulen und der Volkshochschule.